# Colaspis melaina
Colaspis melaina är en skalbaggsart som beskrevs av Blake 1974. Colaspis melaina ingår i släktet Colaspis och familjen bladbaggar. Inga underarter finns listade i Catalogue of Life.